# Michał Nalepa (calciatore 1995)
Michał Nalepa (Wejherowo, 24 marzo 1995) è un calciatore polacco, centrocampista del Gençlerbirliği.

## Statistiche

### Presenze e reti nei club
Statistiche aggiornate al 20 febbraio 2025.
| Stagione           | Squadra            | Campionato         | Campionato | Campionato | Coppe nazionali | Coppe nazionali | Coppe nazionali | Coppe continentali | Coppe continentali | Coppe continentali | Altre coppe | Altre coppe | Altre coppe | Totale | Totale |
| Stagione           | Squadra            | Comp               | Pres       | Reti       | Comp            | Pres            | Reti            | Comp               | Pres               | Reti               | Comp        | Pres        | Reti        | Pres   | Reti   |
| ------------------ | ------------------ | ------------------ | ---------- | ---------- | --------------- | --------------- | --------------- | ------------------ | ------------------ | ------------------ | ----------- | ----------- | ----------- | ------ | ------ |
| 2014-2015          | Arka Gdynia        | 1.L                | 32         | 3          | CP              | 1               | 0               | -                  | -                  | -                  | -           | -           | -           | 33     | 3      |
| 2015-2016          | Arka Gdynia        | 1.L                | 29         | 5          | CP              | 1               | 0               | -                  | -                  | -                  | -           | -           | -           | 30     | 5      |
| 2016-2017          | Arka Gdynia        | E                  | 10         | 0          | CP              | 2               | 0               | -                  | -                  | -                  | -           | -           | -           | 12     | 0      |
| 2017-2018          | Arka Gdynia        | E                  | 27         | 1          | CP              | 5               | 0               | UEL                | 1                  | 0                  | SP          | 1           | 0           | 34     | 1      |
| 2018-2019          | Arka Gdynia        | E                  | 29         | 2          | CP              | 2               | 0               | -                  | -                  | -                  | SP          | 1           | 0           | 32     | 2      |
| 2019-2020          | Arka Gdynia        | E                  | 36         | 7          | CP              | 0               | 0               | -                  | -                  | -                  | -           | -           | -           | 36     | 7      |
| Totale Arka Gdynia | Totale Arka Gdynia | Totale Arka Gdynia | 163        | 18         |                 | 11              | 0               |                    | 1                  | 0                  |             | 2           | 0           | 177    | 18     |
| 2020-2021          | Giresunspor        | 1L                 | 26         | 2          | TK              | 0               | 0               | -                  | -                  | -                  | -           | -           | -           | 26     | 2      |
| 2021-2022          | Jagiellonia        | E                  | 14         | 0          | CP              | 0               | 0               | -                  | -                  | -                  | -           | -           | -           | 14     | 0      |
| 2022-2023          | Sakaryaspor        | 1L                 | 31         | 1          | TK              | 1               | 0               | -                  | -                  | -                  | -           | -           | -           | 32     | 1      |
| ago-set. 2023      | Sakaryaspor        | 1L                 | 4          | 1          | TK              | 0               | 0               | -                  | -                  | -                  | -           | -           | -           | 4      | 1      |
| Totale Sakaryaspor | Totale Sakaryaspor | Totale Sakaryaspor | 35         | 2          |                 | 1               | 0               |                    | -                  | -                  |             | -           | -           | 36     | 2      |
| set.2023-2024      | Çorum              | 1L                 | 30         | 4          | TK              | 1               | 0               | -                  | -                  | -                  | -           | -           | -           | 31     | 4      |
| 2024-2025          | Gençlerbirliği     | 1L                 | 20         | 4          | TK              | 1               | 1               | -                  | -                  | -                  | -           | -           | -           | 21     | 5      |
| Totale carriera    | Totale carriera    | Totale carriera    | 285        | 30         |                 | 14              | 1               |                    | 1                  | 0                  |             | 2           | 0           | 302    | 31     |

## Palmarès

### Club

#### Competizioni nazionali
- Coppa di Polonia: 1

Arka Gdynia: 2016-2017
- Supercoppa di Polonia: 2

Arka Gdynia: 2017, 2018